# Isabella Beecher Hooker
Isabella Beecher Hooker (Litchfield, 22 de febrero de 1822 - Hartford, 25 de enero de 1907) fue una líder, conferenciante y activista social estadounidense en el movimiento de las sufragistas.

## Biografía
Isabella Holmes Beecher nació en Litchfield, Connecticut, la quinta hija y la segunda hija de Harriet Porter y el reverendo Lyman Beecher. Cuando su padre fue llamado a nuevas congregaciones, la familia fue a Boston y luego a Cincinnati. En Cincinnati asistió al Western Female Institute de su media hermana Catharine Beecher. El Western Female Institute cerró durante el Pánico de 1837, poco después de la muerte de la madre de Isabella, Harriet. Luego, a los quince años, regresó a Connecticut para estudiar un año más en el Hartford Female Seminary, la primera escuela que había fundado su hermana Catherine, pero en la que ya no participaba.
Mientras estudiaba en Hartford, Isabella conoció a John Hooker, un joven abogado de una familia de Connecticut. Se casaron en 1841 e Isabella pasó la mayor parte de los siguientes veinticinco años criando a sus tres hijos. John aportó una actitud reformista al matrimonio; justo antes de su matrimonio, John dio a conocer sus simpatías abolicionistas. Isabella no aprobó de inmediato la posición de su esposo, pero gradualmente se convirtió a la causa contra la esclavitud. Durante la década de 1850, Isabel apoyó la causa abolicionista, pero su actividad principal fue la maternidad. Esta primera  tendencia hacia la vida doméstica probablemente fue resultado de la influencia de la filosofía de su hermana Catalina. La familia Hooker se mudó a Hartford en 1853 y compró un terreno con Francis y Elisabeth Gillette, que formaron las primeras granjas de lo que se convertiría en la colonia literaria Nook Farm.

## Activismo

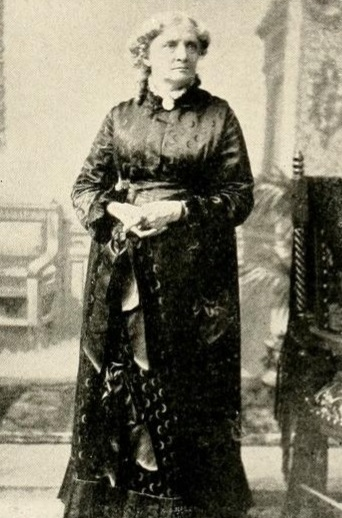
Isabella Beecher Hooker, sin fecha

Después de la Guerra Civil, Isabella se aventuró cuidadosamente en el dividido movimiento de mujeres escribiendo una "Carta de una madre a una hija sobre el sufragio femenino" que dejó sin firmar, y que planteaba la idea de que "las mujeres elevarían el nivel moral de la política y aportarían sabiduría maternal a los asuntos del gobierno”. Beecher asistió por primera vez a convenciones sobre los derechos de las mujeres en Nueva York y Boston, y participó en la fundación de la Asociación de Sufragio de Mujeres de Nueva Inglaterra. Más adelante dio a conocer sus intenciones a sus amigos y vecinos en Hartford al fundar la Asociación de Mujeres de Connecticut y la Sociedad para el Estudio de las Ciencias Políticas. Beecher hizo a continuación una petición a la Asamblea General de Connecticut. Con la asistencia legal de su esposo, redactó y presentó un proyecto de ley que otorgaba derechos de propiedad a las mujeres casadas. El proyecto de ley fue rechazado, pero lo reintrodujo todos los años hasta que fue aprobado en 1877.
Para 1870, Isabella Beecher Hooker estaba en pleno apogeo del movimiento sufragista viajando por el medio oeste en su primera gira de conferencias. Esta, la primera de muchas giras, fue en preparación para la convención de Washington de 1871 sobre el sufragio, que se centró únicamente en el sufragio, y no en los derechos de las mujeres en general. Beecher pensó que al construir la convención en torno a un tema, podría volver a unir el movimiento de mujeres dividido. Beecher fijó la agenda describiendo la situación como ella la veía, una visión en la que la constitución otorgaba ciudadanía a las mujeres, y el Congreso solo necesitaba reconocer este hecho para que el sufragio femenino fuera cosa hecha. Esta convención puso al movimiento de mujeres en la puerta del Congreso, y por primera vez el Congreso respondió a las mujeres activistas dándoles audiencia. Victoria Woodhull dirigió la presentación ante el Comité Judicial de la Cámara, y Beecher la siguió; ambas presentaron la propuesta de la convención.
Beecher defendió el argumento constitucional durante la mayor parte de la década de 1870 y lo utilizó en las muchas ocasiones adicionales en las que habló ante el Comité Judicial de la Cámara. Beecher creía en este argumento en parte porque pensaba que sería demasiado difícil lograr que se aprobara una enmienda constitucional. Sin embargo, la mayoría de los congresistas rechazaron las nociones de las sufragistas, sosteniendo que el Congreso no podía intervenir en la elegibilidad de los votantes. Sin embargo, Beecher sentía tan fuertemente que las mujeres ya podían votar técnicamente, que ella y otras mujeres activistas intentaron votar en las elecciones de 1872; mientras Susan B. Anthony tuvo éxito y fue arrestada, Beecher no pudo sobrepasar la seguridad del colegio electoral.
Para mediados de la década de 1880, Beecher defendía la posición más común de que las mujeres deberían votar porque aportarían un nuevo nivel de dignidad a la política. Junto con su cambio en la estrategia, Beecher comenzó a hacer campaña por los derechos de las mujeres en general, en lugar de centrarse solo en el sufragio. Durante 1887, Beecher habló sobre la necesidad de que las mujeres tuvieran un papel más importante en la sociedad, incluidos los beneficios de tener mujeres policías. Hizo una divagación sobre una campaña a favor de la reforma policial que promovía la reorganización completa del departamento de policía de la ciudad de Nueva York, con una mujer como superintendente; por esto fue objeto de las burlas del New York World y el Chicago Tribune.
Si bien Beecher fue ridiculizada en Nueva York y Chicago, tenía suficiente autoridad a nivel nacional como para que sus giras de conferencias fueran cubiertas regularmente por la prensa. Además, se ganó el respeto en Hartford, donde The Hartford Courant publicaba sus conferencias por  todo el país y sus discursos en el Congreso. Al terminar sus viajes, pudo utilizar esta vía para continuar su labor de promoción. Con el cambio de siglo, comenzó a viajar con menos frecuencia para hablar, manteniendo su actividad, escribiendo cartas y su presentación anual del proyecto de ley de votación para la Asamblea General de Connecticut. Hizo una última aparición ante el Congreso en 1893, donde persuadió a varios senadores para que respaldaran una propuesta de sufragio limitado. La última aparición de Isabella ante la Asamblea General para presentar el proyecto de ley de votación fue en 1901.

## Muerte
Isabella Beecher Hooker estaba junto a su media hermana Harriet Beecher Stowe cuando murió en su casa de Hartford en 1896. Hooker quedó paralizada a causa de un derrame cerebral el 13 de enero de 1907 y murió doce días después. Si bien murió más de una década antes de que se ratificara la Decimonovena enmienda a la Constitución de los Estados Unidos, su participación en el movimiento de mujeres lo transformó de un grupo marginal al respetable lobby que triunfó en 1920. En su estado natal de Connecticut, Isabella Beecher Hooker contribuyó significativamente con su defensa de los derechos de propiedad de las mujeres, que se convirtió en ley en 1877.

## Otras lecturas
- «Isabella Beecher Hooker and John Hooker papers». Rare Books, Special Collections, and Preservation, River Campus Libraries, University of Rochester.